# 苗栗巨蛋體育館
苗栗巨蛋體育館（英語：Miaoli Arena），簡稱苗栗巨蛋，是一座位於台灣苗栗縣苗栗市的多功能綜合體育館，於2001年啟用。觀眾席7,788位，其中固定座位6,034位、活動座椅1,624位、貴賓席56位、記者席65位。

## 樓層簡介
- 地下二樓：室內溫水游泳池、健身房、韻律教室、熱身練習室、地下停車場
- 地下一樓：多用途球場、會議室、記者招待室
- 一樓：觀眾席、辦公室、貴賓室
- 二樓：觀眾席、主控室

## 賽事
- SBL超級籃球聯賽
- HBL高中籃球聯賽（資格賽）
- 瓊斯盃
- 2009年世界女排大獎賽
- 亞洲舞龍公開賽
- 中華民國108年度全國羽球團體錦標賽

## 交通

### 臺鐵
- 苗栗車站

### 客運
- 苗栗客運
- 新竹客運
- 金牌客運

### 公共自行車
- Youbike苗栗巨蛋體育館

## 外部連結
- 巨蛋體育館場地介紹-苗栗縣立體育場